# Club 15-15
Club 15-15, ou Oxidoc Palma, est un club espagnol de volley-ball fondé en 1994 et basé à  Palma, évolue au plus haut niveau national (Superliga).

## Palmarès
- Championnat d'Espagne
  - Finaliste : 2008, 2009.
- Supercoupe d'Espagne
  - Finaliste : 2008.

## Effectifs

### Saison 2010-2011
Entraîneur : David Pérez  Espagne